# Вітрильник (риба)
Вітрильник (Istiophorus) — рід риб із родини вітрильникових. Містить два види, поширені в теплих океанічних водах. Мають характерне блакитне або сіре забарвлення і високий спинний плавець, схожий на вітрило. Іншою характеристикою є видовжений ніс, подібний на той що в марлінів та у риби-меч.
Обидва види вітрильників швидко ростуть і сягають 1,2-1,5 м довжиною протягом року. Живляться дрібними пелагічними, рідше демерсальними рибами. Можуть розвивати швидкість до 110 км/год., що є максимальною швидкістю, відзначеною у риб. Зазвичай ростуть не більше за 3 м довжиною і рідко до 90 кг вагою.

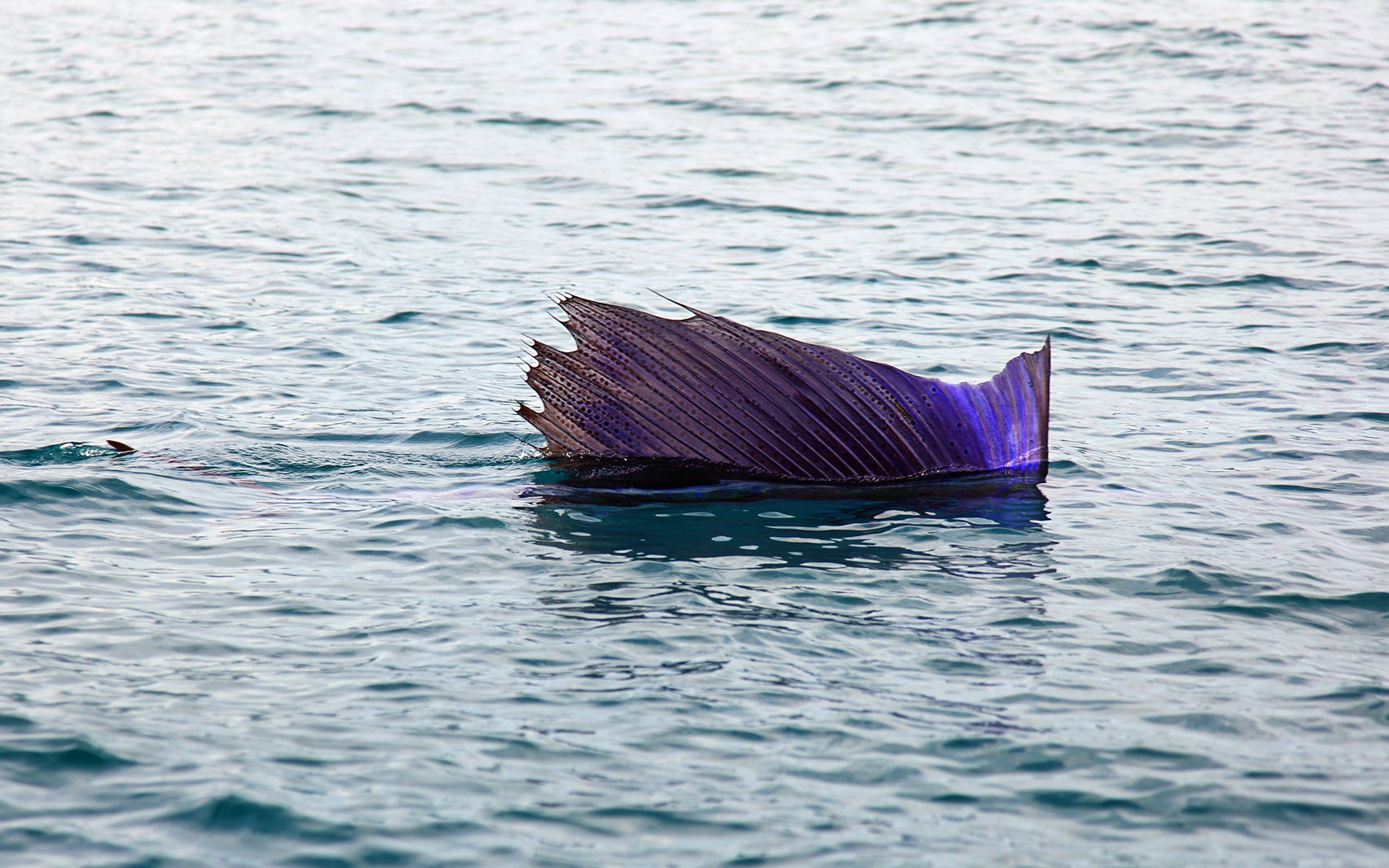
Спинний плавець вітрильника

## Види
- Вітрильник атлантичний (Istiophorus albicans).
- Вітрильник індо-тихоокеанський (Istiophorus platypterus).